# 기동전사 건담 G 프레임
기동전사 건담 G 프레임(영어: Mobile Suit Gundam G Frame, 일본어: 機動戦士ガンダム Gフレーム)은 2018년 2월 19일부터 반다이(반다이 캔디 사업부)가 발매하고 있는 식완 건담 시리즈 제품군이다. 가동 프레임에 아머를 장착해 완성하는 하이스펙 가동 건담 피규어이다. 프레임 기구에 의한 가동 영역이 넓어서 다양한 포징이 가능한 것이 특징이다. 소재는 주로 ABS를 사용하고 있으며, 사이즈는 높이가 약 11 cm, 너비가 약 7 cm이다. 논스케일이나 굳이 따지자면 스케일은 1/160에 가깝다. 대상 연령은 15세 이상이다. 아머 세트와 프레임 세트로 완성하는 시리즈이며, 아머 세트에는 아머 파츠와 무가동 행거 파츠가 포함되어 있으며, 프레임 세트에는 무기 세트, 가동 프레임이 포함되어 있다. 흉상은 초기 1~2탄에 프레임 세트에 포함되어 있었으나 3탄부터 구성에서 흉상은 제외되었다. 일본 국내용은 식완이라서 완구 외에 소다맛 껌이 1개 포함되어 있으며, 해외 수출용은 식품 유통기한 등으로 인해 껌이 포함되어 있지 않다.

## 라인업

### 일반판
다음의 표는 일반판으로 발매된 제품 및 기체들이다. 가격은 10개 세트(중복 포함) 가격이 아닌 1개당 가격이다.
| No.  | 제품명                                                                   | 구성 | 발매일                | 가격 (세금 제외) | 가격 (세금 포함) | 비고                                                                                      |
| ---- | ------------------------------------------------------------------------ | --- | --------------------- | ---------------- | ---------------- | ----------------------------------------------------------------------------------------- |
| 01   | 기동전사 건담 G 프레임                                                   | 01A. 뉴 건담 아머 세트 (아머 파츠/무가동 행거 파츠) 01F. 뉴 건담 프레임 세트 (흉상/무기 세트/가동 프레임) 02A. 사자비 아머 세트 (아머 파츠/무가동 행거 파츠) 02F. 사자비 프레임 세트 (흉상/무기 세트/가동 프레임) 03A. 유니콘 건담 (디스트로이 모드) 아머 세트 (아머 파츠/무가동 행거 파츠) 03F. 유니콘 건담 (디스트로이 모드) 프레임 세트 (흉상/무기 세트/가동 프레임) | 2018년 2월 19일 발매  | 500엔            | 550엔            | 전6종                                                                                     |
| 02   | 기동전사 건담 G 프레임 02                                                | 04A. Z 건담 아머 세트 (아머 파츠/무가동 행거 파츠) 04F. Z 건담 프레임 세트 (흉상/무기 세트/가동 프레임) 05A. 돔 아머 세트 (아머 파츠/무가동 행거 파츠) 05F. 돔 프레임 세트 (흉상/무기 세트/가동 프레임) 06A. 건담 6호기 아머 세트 (아머 파츠/무가동 행거 파츠) 06F. 건담 6호기 프레임 세트 (흉상/무기 세트/가동 프레임) | 2018년 4월 30일 발매  | 500엔            | 550엔            | 전6종                                                                                     |
| 03   | 기동전사 건담 G 프레임 03                                                | 07A. 건담 아머 세트 (아머 파츠/무가동 행거 파츠) 07F. 건담 프레임 세트 (무기 세트/가동 프레임) 08A. 샤아 전용 자쿠 II 아머 세트 (아머 파츠/무가동 행거 파츠) 08F. 샤아 전용 자쿠 II 프레임 세트 (무기 세트/가동 프레임) 09A. 백식 아머 세트 (아머 파츠/무가동 행거 파츠) 09F. 백식 프레임 세트 (무기 세트/가동 프레임) | 2018년 9월 3일 발매   | 500엔            | 550엔            | 전6종, 구성에서 흉상 제외됨                                                               |
| -    | 기동전사 건담 G 프레임 유니콘 건담 (디스트로이 모드) 펄 메탈릭 ver.      | UCPM. 유니콘 건담 (디스트로이 모드) 펄 메탈릭 ver. | 2018년 11월 23일 발매 | 1,600엔          | 1,760엔          | 특별판                                                                                    |
| 04   | 기동전사 건담 G 프레임 04                                                | 10A. 내러티브 건담 (B 장비) 아머 세트 (아머 파츠/무가동 행거 파츠) 10F. 내러티브 건담 (B 장비) 프레임 세트 (무기 세트/가동 프레임) 11A. 유니콘 건담 2호기 밴시 (디스트로이 모드) 아머 세트 (아머 파츠/무가동 행거 파츠) 11F. 유니콘 건담 2호기 밴시 (디스트로이 모드) 프레임 세트 (무기 세트/가동 프레임) 12A. 샤아 전용 겔구그 아머 세트 (아머 파츠/무가동 행거 파츠) 12F. 샤아 전용 겔구그 프레임 세트 (무기 세트/가동 프레임) | 2018년 12월 24일 발매 | 500엔            | 550엔            | 전6종                                                                                     |
| 05   | 기동전사 건담 G 프레임 05                                                | 13A. 내러티브 건담 (C 장비) 아머 세트 (아머 파츠/무가동 행거 파츠) 13F. 내러티브 건담 (C 장비) 프레임 세트 (무기 세트/가동 프레임) 14A. 자쿠 II/자쿠 II (지휘관기) 아머 세트 (아머 파츠/무가동 행거 파츠) 14F. 자쿠 II/자쿠 II (지휘관기) 프레임 세트 (무기 세트/가동 프레임) 15A. 시난주 스타인 (내러티브 ver.) 아머 세트 (아머 파츠/무가동 행거 파츠) 15F. 시난주 스타인 (내러티브 ver.) 프레임 세트 (무기 세트/가동 프레임) | 2019년 4월 8일 발매   | 500엔            | 550엔            | 전6종                                                                                     |
| 06   | 기동전사 건담 G 프레임 06                                                | 16A. 육전형 건담 아머 세트 (아머 파츠/무가동 행거 파츠) 16F. 육전형 건담 프레임 세트 (무기 세트/가동 프레임) 17A. 건담 5호기 아머 세트 (아머 파츠/무가동 행거 파츠) 17F. 건담 5호기 프레임 세트 (무기 세트/가동 프레임) 18A. 건캐논 아머 세트 (아머 파츠/무가동 행거 파츠) 18F. 건캐논 프레임 세트 (무기 세트/가동 프레임) | 2019년 6월 17일 발매  | 500엔            | 550엔            | 전6종                                                                                     |
| 07   | 기동전사 건담 G 프레임 07                                                | 19A. 풀 아머 건담 아머 세트 (아머 파츠/무가동 행거 파츠) 19F. 풀 아머 건담 프레임 세트 (무기 세트/가동 프레임) 20A. 구프 커스텀 아머 세트 (아머 파츠/무가동 행거 파츠) 20F. 구프 커스텀 프레임 세트 (무기 세트/가동 프레임) 21A. 건담 4호기 아머 세트 (아머 파츠/무가동 행거 파츠) 21F. 건담 4호기 프레임 세트 (무기 세트/가동 프레임) | 2019년 9월 23일 발매  | 500엔            | 550엔            | 전6종                                                                                     |
| 08   | 기동전사 건담 G 프레임 08                                                | 22A. 건담 F91 아머 세트 (아머 파츠/무가동 행거 파츠) 22F. 건담 F91 프레임 세트 (무기 세트/가동 프레임) 23A. 건담 Ez8 아머 세트 (아머 파츠/무가동 행거 파츠) 23F. 건담 Ez8 프레임 세트 (무기 세트/가동 프레임) 24A. 겔구그 아머 세트 (아머 파츠/무가동 행거 파츠) 24F. 겔구그 프레임 세트 (무기 세트/가동 프레임) | 2019년 12월 9일 발매  | 500엔            | 550엔            | 전6종                                                                                     |
| -    | 기동전사 건담 G 프레임 Z 건담 3호기                                      | ZG3. Z 건담 3호기 | 2019년 12월 30일 발매 | 1,650엔          | 1,815엔          | 특별판                                                                                    |
| 09   | 기동전사 건담 G 프레임 09                                                | 25A. 건담 TR-1 [헤이즐 改] 아머 세트 (아머 파츠/무가동 행거 파츠) 25F. 건담 TR-1 [헤이즐 改] 프레임 세트 (무기 세트/가동 프레임) 26A. 시난주 아머 세트 (아머 파츠/무가동 행거 파츠) 26F. 시난주 프레임 세트 (무기 세트/가동 프레임) 27A. 짐 아머 세트 (아머 파츠/무가동 행거 파츠) 27F. 짐 프레임 세트 (무기 세트/가동 프레임) | 2020년 3월 30일 발매  | 500엔            | 550엔            | 전6종                                                                                     |
| 10   | 기동전사 건담 G 프레임 10                                                | 28A. 에일 스트라이크 건담 아머 세트 (아머 파츠/무가동 행거 파츠) 28F. 에일 스트라이크 건담 프레임 세트 (무기 세트/가동 프레임) 29A. 건담 Mk-II (티탄즈 사양) 아머 세트 (아머 파츠/무가동 행거 파츠) 29F. 건담 Mk-II (티탄즈 사양) 프레임 세트 (무기 세트/가동 프레임) 30A. 고기동형 자쿠 II (조니 라이덴 전용기) 아머 세트 (아머 파츠/무가동 행거 파츠) 30F. 고기동형 자쿠 II (조니 라이덴 전용기) 프레임 세트 (무기 세트/가동 프레임) 14A'. 자쿠 II/자쿠 II (지휘관기) 아머 세트 (아머 파츠/무가동 행거 파츠) 14F'. 자쿠 II/자쿠 II (지휘관기) 프레임 세트 (무기 세트/가동 프레임) | 2020년 7월 27일 발매  | 500엔            | 550엔            | 전6종 → 전8종으로 변화, 제5탄에서 높은 인기를 자랑한 자쿠 II/자쿠 II (지휘관기)를 재판함. |
| EX01 | 기동전사 건담 G 프레임 EX01 슈퍼 건담                                    | 슈퍼 건담 | 2020년 7월 27일 발매  | 2,900엔          | 3,190엔          | 특별판, 대형 모빌 슈트(MS), 중무장 MS 등을 입체화하는 하이엔드 시리즈인 EX 시리즈의 제1탄 |
| 11   | 기동전사 건담 G 프레임 11                                                | 31A. 건담 시작 1호기 아머 세트 (아머 파츠/무가동 행거 파츠) 31F. 건담 시작 1호기 프레임 세트 (무기 세트/가동 프레임) 32A. 진 아머 세트 (아머 파츠/무가동 행거 파츠) 32F. 진 프레임 세트 (무기 세트/가동 프레임) 33A. 풀 아머 건담 7호기 아머 세트 (아머 파츠/무가동 행거 파츠) 33F. 풀 아머 건담 7호기 프레임 세트 (무기 세트/가동 프레임) 05A'. 돔 아머 세트 (아머 파츠/무가동 행거 파츠) 05F'. 돔 프레임 세트 (무기 세트/가동 프레임) | 2020년 10월 12일 발매 | 500엔            | 550엔            | 전8종, 제2탄에서 높은 인기를 자랑한 돔은 릭 돔의 교체 파츠를 부속해 재판함                |
| 12   | 기동전사 건담 G 프레임 12                                                | 34A. 하이뉴 건담 아머 세트 (아머 파츠/무가동 행거 파츠) 34F. 하이뉴 건담 프레임 세트 (무기 세트/가동 프레임) 35A. 이지스 건담 아머 세트 (아머 파츠/무가동 행거 파츠) 35F. 이지스 건담 프레임 세트 (무기 세트/가동 프레임) 36A. 프로토타입 건담 아머 세트 (아머 파츠/무가동 행거 파츠) 36F. 프로토타입 건담 프레임 세트 (무기 세트/가동 프레임) 37A. 건담 (롤아웃 컬러) 아머 세트 (아머 파츠/무가동 행거 파츠) 37F. 건담 (롤아웃 컬러) 프레임 세트 (무기 세트/가동 프레임) | 2021년 1월 4일 발매   | 500엔            | 550엔            | 전8종                                                                                     |
| EX02 | 기동전사 건담 G 프레임 EX02 건담 시작 2호기                              | 건담 시작 2호기 | 2021년 1월 25일 발매  | 3,400엔          | 3,740엔          | 특별판, 하이엔드 시리즈인 EX 시리즈의 제2탄                                               |
| 13   | 기동전사 건담 G 프레임 13                                                | 38A. 건담 시작 1호기 풀 버니언 아머 세트 (아머 파츠/무가동 행거 파츠) 38F. 건담 시작 1호기 풀 버니언 프레임 세트 (무기 세트/가동 프레임) 39A. 버스터 건담 아머 세트 (아머 파츠/무가동 행거 파츠) 39F. 버스터 건담 프레임 세트 (무기 세트/가동 프레임) 40A. 자쿠 II F2형 아머 세트 (아머 파츠/무가동 행거 파츠) 40F. 자쿠 II F2형 프레임 세트 (무기 세트/가동 프레임) 41A. 자쿠 II F2형 (연방군 사양) 아머 세트 (아머 파츠/무가동 행거 파츠) 41F. 자쿠 II F2형 (연방군 사양) 프레임 세트 (무기 세트/가동 프레임)                                                                     | 2021년 5월 24일 발매  | 500엔            | 550엔            | 전8종                                                                                     |
| EX03 | 기동전사 건담 G 프레임 EX03 퍼펙트 스트라이크 건담&스카이 그래스퍼       | 퍼펙트 스트라이크 건담&스카이 그래스퍼 | 2021년 5월 24일 발매  | 4,900엔          | 5,390엔          | 특별판, 하이엔드 시리즈인 EX 시리즈의 제3탄                                               |
| 14   | 기동전사 건담 G 프레임 14                                                | 42A. 블루 데스티니 1호기 아머 세트 (아머 파츠/무가동 행거 파츠) 42F. 블루 데스티니 1호기 프레임 세트 (무기 세트/가동 프레임) 43A. 이프리트 改 아머 세트 (아머 파츠/무가동 행거 파츠) 43F. 이프리트 改 프레임 세트 (무기 세트/가동 프레임) 44A. 짐 커맨드 (우주전 사양) 아머 세트 (아머 파츠/무가동 행거 파츠) 44F. 짐 커맨드 (우주전 사양) 프레임 세트 (무기 세트/가동 프레임) 45A. 블리츠 건담 아머 세트 (아머 파츠/무가동 행거 파츠) 45F. 블리츠 건담 프레임 세트 (무기 세트/가동 프레임)                                                                                         | 2021년 8월 23일 발매  | 500엔            | 550엔            | 전8종                                                                                     |
| EX04 | 기동전사 건담 G 프레임 EX04 블루 데스티니 2호기&블루 데스티니 3호기 세트 | 블루 데스티니 2호기&블루 데스티니 3호기 세트 | 2021년 8월 23일 발매  | 3,600엔          | 3,960엔          | 특별판, 하이엔드 시리즈인 EX 시리즈의 제4탄                                               |

### 한정판
다음의 표는 한정판으로 발매된 제품 및 기체들이다.
| No. | 제품명                                                                            | 구성                                                       | 발매일           | 가격 (세금 제외) | 가격 (세금 포함) | 비고                 |
| --- | --------------------------------------------------------------------------------- | ---------------------------------------------------------- | ---------------- | ---------------- | ---------------- | -------------------- |
| -   | 기동전사 건담 G 프레임 Ex-S/S 건담                                                | Ex-S/S 건담                                                | 2018년 10월 발매 | 4,500엔          | 4,950엔          | 프리미엄 반다이 한정 |
| -   | 기동전사 건담 G 프레임 유니콘 건담 3호기 페넥스 (디스트로이 모드) (내러티브 Ver.) | 유니콘 건담 3호기 페넥스 (디스트로이 모드) (내러티브 Ver.) | 2019년 1월 발매  | 3,500엔          | 3,850엔          | 프리미엄 반다이 한정 |
| -   | 기동전사 건담 G 프레임 백식 改/양산형 백식 改/백식 코팅 ver.                      | 백식 改/양산형 백식 改/백식 코팅 ver.                      | 2019년 3월 발매  | 5,000엔          | 5,500엔          | 프리미엄 반다이 한정 |
| -   | 기동전사 건담 G 프레임 시스쿠드 (에우고 컬러)                                     | 시스쿠드 (에우고 컬러)                                     | 2019년 8월 발매  | 3,200엔          | 3,520엔          | 프리미엄 반다이 한정 |
| -   | 기동전사 건담 G 프레임 시스쿠드 (티탄즈 컬러)                                     | 시스쿠드 (티탄즈 컬러)                                     | 2019년 8월 발매  | 3,200엔          | 3,520엔          | 프리미엄 반다이 한정 |
| -   | 기동전사 건담 G 프레임 ZZ 건담/강화형 ZZ 건담                                     | ZZ 건담/강화형 ZZ 건담                                     | 2019년 10월 발매 | 4,600엔          | 5,060엔          | 프리미엄 반다이 한정 |
| -   | 기동전사 건담 G 프레임 G-3 건담&샤아 전용 릭 돔 세트                              | G-3 건담&샤아 전용 릭 돔                                   | 2020년 1월 발매  | 4,000엔          | 4,400엔          | 프리미엄 반다이 한정 |
| -   | 기동전사 건담 G 프레임 건담 TR-1 [헤이즐 改] 옵션 파츠 세트                       | 건담 TR-1 [헤이즐 改] 옵션 파츠 세트                       | 2020년 4월 발매  | 3,500엔          | 3,850엔          | 프리미엄 반다이 한정 |
| -   | 기동전사 건담 G 프레임 건담 TR-1 [헤이즐 改] (실전 배치 컬러)&옵션 파츠 세트      | 건담 TR-1 [헤이즐 改] (실전 배치 컬러)&옵션 파츠 세트      | 2020년 9월 발매  | 5,400엔          | 5,940엔          | 프리미엄 반다이 한정 |
| -   | 기동전사 건담 G 프레임 중장 풀 아머 건담 7호기                                    | 중장 풀 아머 건담 7호기                                    | 2020년 12월 발매 | 7,200엔          | 7,920엔          | 프리미엄 반다이 한정 |
| -   | 기동전사 건담 G 프레임 건담 시작 1호기&건담 시작 2호기 옵션 파츠 세트             | 건담 시작 1호기&건담 시작 2호기 옵션 파츠 세트             | 2021년 1월 발매  | 2,700엔          | 2,970엔          | 프리미엄 반다이 한정 |
| -   | 기동전사 건담 G 프레임 고기동형 겔구그 改 (조니 라이덴 전용기)                    | 고기동형 겔구그 改 (조니 라이덴 전용기)                    | 2021년 6월 발매  | 2,200엔          | 2,420엔          | 프리미엄 반다이 한정 |
| -   | 기동전사 건담 G 프레임 겔구그 베르텍스 테스타로사                                 | 겔구그 베르텍스 테스타로사                                 | 2021년 6월 발매  | 2,700엔          | 2,970엔          | 프리미엄 반다이 한정 |
| -   | 기동전사 건담 G 프레임 하이뉴 건담 옵션 파츠 세트                                 | 하이뉴 건담 옵션 파츠 세트                                 | 2021년 7월 발매  | 3,500엔          | 3,850엔          | 프리미엄 반다이 한정 |

## 기동전사 건담 G 프레임 FA
프레임과 아머를 조합하는 액션 피규어인 〈기동전사 건담 G 프레임〉이 2022년 2월 21일부터 〈기동전사 건담 G 프레임 FA〉란 이름으로 리뉴얼되었다. 두 팔(상완), 허벅지 부분 등의 프레임을 개량하고 두 팔(상완) 뒷부분, 허벅지 뒷부분까지 아머 파츠로 프레임을 가릴 수 있게 되어 말그대로 풀 아머(Full Armor, FA) 사양으로 진화하였다. 무가동 행거 파츠는 스탠드로 재조합이 가능하다.

### 일반판
다음의 표는 일반판으로 발매된 제품 및 기체들이다. 가격은 10개 세트(중복 포함) 가격이 아닌 1개당 가격이다. 세트 상품의 넘버링은 새로 시작하지만, 개별 상품의 넘버링은 기존의 〈기동전사 건담 G 프레임〉 시리즈에서 이어진다.
| No.  | 제품명                                                              | 구성 | 발매일                | 가격 (세금 제외) | 가격 (세금 포함) | 비고 |
| ---- | ------------------------------------------------------------------- | --- | --------------------- | ---------------- | ---------------- | --- |
| 01   | 기동전사 건담 G 프레임 FA 01                                        | 46A. 프리덤 건담 아머 세트 (아머 파츠/무가동 행거 파츠) 46F. 프리덤 건담 프레임 세트 (무기 세트/가동 프레임) 47A. 듀얼 건담 어설트 슈라우드 아머 세트 (아머 파츠/무가동 행거 파츠) 47F. 듀얼 건담 어설트 슈라우드 프레임 세트 (무기 세트/가동 프레임) 48A. 건담 NT-1 알렉스 아머 세트 (아머 파츠/무가동 행거 파츠) 48F. 건담 NT-1 알렉스 프레임 세트 (무기 세트/가동 프레임) RE01A. 뉴 건담 아머 세트 (아머 파츠/무가동 행거 파츠) RE01F. 뉴 건담 프레임 세트 (무기 세트/가동 프레임) | 2022년 2월 21일 발매  | 590엔            | 649엔            | 전8종, G 프레임 FA로 리뉴얼되면서 세전 가격 500엔 → 590엔으로 가격 인상                                                    |
| EX01 | 기동전사 건담 G 프레임 FA EX01 캠퍼&건담 NT-1 알렉스 초밤 아머 세트 | 캠퍼&건담 NT-1 알렉스 초밤 아머 세트 | 2022년 2월 21일 발매  | 3,900엔          | 4,290엔          | 특별판, 대형 모빌 슈트(MS), 중무장 MS 등을 입체화하는 하이엔드 시리즈도 〈기동전사 건담 G 프레임 FA EX〉 시리즈로서 재시동 |
| 02   | 기동전사 건담 G 프레임 FA 02                                        | 49A. 저스티스 건담 아머 세트 (아머 파츠/무가동 행거 파츠) 49F. 저스티스 건담 프레임 세트 (무기 세트/가동 프레임) 50A. 릭 디아스 (크와트로 바지나 컬러) 아머 세트 (아머 파츠/무가동 행거 파츠) 50F. 릭 디아스 (크와트로 바지나 컬러) 프레임 세트 (무기 세트/가동 프레임) 51A. 릭 디아스 아머 세트 (아머 파츠/무가동 행거 파츠) 51F. 릭 디아스 프레임 세트 (무기 세트/가동 프레임) RE02A. 사자비 아머 세트 (아머 파츠/무가동 행거 파츠) RE02F. 사자비 프레임 세트 (무기 세트/가동 프레임) | 2022년 7월 18일 발매  | 590엔            | 649엔            | 전8종 |
| 03   | 기동전사 건담 G 프레임 FA 03                                        | 52A. 샤이닝 건담 아머 세트 (아머 파츠/무가동 행거 파츠) 52F. 샤이닝 건담 프레임 세트 (무기 세트/가동 프레임) 53A. 자쿠 II 改 아머 세트 (아머 파츠/무가동 행거 파츠) 53F. 자쿠 II 改 프레임 세트 (무기 세트/가동 프레임) 54A. 짐 커스텀 아머 세트 (아머 파츠/무가동 행거 파츠) 54F. 짐 커스텀 프레임 세트 (무기 세트/가동 프레임) RE04A. Z 건담 아머 세트 (아머 파츠/무가동 행거 파츠) RE04F. Z 건담 프레임 세트 (무기 세트/가동 프레임) | 2022년 10월 17일 발매 | 680엔            | 748엔            | 전8종, 세전 가격 590엔 → 680엔으로 가격 인상                                                                               |
| 04   | 기동전사 건담 G 프레임 FA 04                                        | 55A. 갓 건담 아머 세트 (아머 파츠/무가동 행거 파츠) 55F. 갓 건담 프레임 세트 (무기 세트/가동 프레임) 56A. 건담 에어리얼 아머 세트 (아머 파츠/무가동 행거 파츠) 56F. 건담 에어리얼 프레임 세트 (무기 세트/가동 프레임) 57A. 짐 쿠엘/짐 쿠엘 [헤이즐 헤드] 아머 세트 (아머 파츠/무가동 행거 파츠) 57F. 짐 쿠엘/짐 쿠엘 [헤이즐 헤드] 프레임 세트 (무기 세트/가동 프레임) RE09A. 백식 아머 세트 (아머 파츠/무가동 행거 파츠) RE09F. 백식 프레임 세트 (무기 세트/가동 프레임) | 2023년 1월 30일 발매  | 680엔            | 748엔            | 전8종 |
| -    | 기동전사 건담 G 프레임 FA 리얼 타입 셀렉션                          | 58A. 건담 [리얼 타입 컬러] 아머 세트 (아머 파츠/무가동 행거 파츠) 58F. 건담 [리얼 타입 컬러] 프레임 세트 (무기 세트/가동 프레임) 59A. 자쿠 II/자쿠 II (지휘관기) [리얼 타입 컬러] 아머 세트 (아머 파츠/무가동 행거 파츠) 59F. 자쿠 II/자쿠 II (지휘관기) [리얼 타입 컬러] 프레임 세트 (무기 세트/가동 프레임) 60A. 짐 [리얼 타입 컬러] 아머 세트 (아머 파츠/무가동 행거 파츠) 60F. 짐 [리얼 타입 컬러] 프레임 세트 (무기 세트/가동 프레임) 61A. 겔구그/겔구그 (지휘관기) [리얼 타입 컬러] 아머 세트 (아머 파츠/무가동 행거 파츠) 61F. 겔구그/겔구그 (지휘관기) [리얼 타입 컬러] 프레임 세트 (무기 세트/가동 프레임) | 2023년 5월 1일 발매   | 680엔            | 748엔            | 전8종 |
| 05   | 기동전사 건담 G 프레임 FA 05                                        | 62A. 건담 캘리번 아머 세트 (아머 파츠/무가동 행거 파츠) 62F. 건담 캘리번 프레임 세트 (무기 세트/가동 프레임) 63A. 마스터 건담 아머 세트 (아머 파츠/무가동 행거 파츠) 63F. 마스터 건담 프레임 세트 (무기 세트/가동 프레임) 64A. 구프 아머 세트 (아머 파츠/무가동 행거 파츠) 64F. 구프 프레임 세트 (무기 세트/가동 프레임) 65A. 건담 Mk-II (에우고 사양) 아머 세트 (아머 파츠/무가동 행거 파츠) 65F. 건담 Mk-II (에우고 사양) 프레임 세트 (무기 세트/가동 프레임) | 2023년 11월 20일 발매 | 680엔            | 748엔            | 전8종 |
| -    | 기동전사 건담 G 프레임 FA U.C. 0079 메모리얼 셀렉션                 | 66A. 건담 (최종 결전 사양) 아머 세트 (아머 파츠/무가동 행거 파츠) 66F. 건담 (최종 결전 사양) 프레임 세트 (무기 세트/가동 프레임) 67A. 샤아 전용 자쿠 II 아머 세트 (아머 파츠/무가동 행거 파츠) 67F. 샤아 전용 자쿠 II 프레임 세트 (무기 세트/가동 프레임) 68A. 짐/짐 (지휘관기) 아머 세트 (아머 파츠/무가동 행거 파츠) 68F. 짐/짐 (지휘관기) 프레임 세트 (무기 세트/가동 프레임) 69A. 돔/릭 돔 아머 세트 (아머 파츠/무가동 행거 파츠) 69F. 돔/릭 돔 프레임 세트 (무기 세트/가동 프레임) | 2024년 4월 1일 발매   | 680엔            | 748엔            | 전8종 |
| 06   | 기동전사 건담 G 프레임 FA 06                                        | 70A. 라이징 프리덤 건담 아머 세트 (아머 파츠/무가동 행거 파츠) 70F. 라이징 프리덤 건담 프레임 세트 (무기 세트/가동 프레임) 71A. 임모탈 저스티스 건담 아머 세트 (아머 파츠/무가동 행거 파츠) 71F. 임모탈 저스티스 건담 프레임 세트 (무기 세트/가동 프레임) 72A. 걍 아머 세트 (아머 파츠/무가동 행거 파츠) 72F. 걍 프레임 세트 (무기 세트/가동 프레임) RE11A. 샤아 전용 겔구그 아머 세트 (아머 파츠/무가동 행거 파츠) RE11F. 샤아 전용 겔구그 프레임 세트 (무기 세트/가동 프레임) | 2024년 7월 15일 발매  | 680엔            | 748엔            | 전8종 |
| 07   | 기동전사 건담 G 프레임 FA 07                                        | 73A. 마이티 스트라이크 프리덤 건담 아머 세트 (아머 파츠/무가동 행거 파츠) 73F. 마이티 스트라이크 프리덤 건담 프레임 세트 (무기 세트/가동 프레임) 73O. 프라우드 디펜더 74A. 함브라비 아머 세트 (아머 파츠/무가동 행거 파츠) 74F. 함브라비 프레임 세트 (무기 세트/가동 프레임) RE24A. 겔구그/겔구그(지휘관기) 아머 세트 (아머 파츠/무가동 행거 파츠) RE24F. 겔구그/겔구그(지휘관기) 프레임 세트 (무기 세트/가동 프레임) | 2025년 1월 발매       | 680엔            | 748엔            | 전7종 |

### 한정판
다음의 표는 한정판으로 발매된 제품 및 기체들이다.
| No. | 제품명                                                                                | 구성                                                        | 발매일           | 가격 (세금 제외) | 가격 (세금 포함) | 비고                 |
| --- | ------------------------------------------------------------------------------------- | ----------------------------------------------------------- | ---------------- | ---------------- | ---------------- | -------------------- |
| -   | 기동전사 건담 G 프레임 FA 유니콘 건담 퍼펙티빌리티 (디스트로이 모드)                  | 유니콘 건담 퍼펙티빌리티 (디스트로이 모드)                  | 2022년 3월 발매  | 3,900엔          | 4,290엔          | 프리미엄 반다이 한정 |
| -   | 기동전사 건담 G 프레임 FA 프리덤 건담&저스티스 건담 옵션 파츠 세트                    | 프리덤 건담&저스티스 건담 옵션 파츠 세트                    | 2022년 7월 발매  | 3,800엔          | 4,180엔          | 프리미엄 반다이 한정 |
| -   | 기동전사 건담 G 프레임 FA 뉴 건담&사자비 옵션 파츠 세트                               | 뉴 건담&사자비 옵션 파츠 세트                               | 2022년 7월 발매  | 3,950엔          | 4,345엔          | 프리미엄 반다이 한정 |
| -   | 기동전사 건담 G 프레임 FA 프로토타입 캠퍼                                             | 프로토타입 캠퍼                                             | 2022년 8월 발매  | 3,600엔          | 3,960엔          | 프리미엄 반다이 한정 |
| -   | 기동전사 건담 G 프레임 FA 미티어 유닛                                                 | 미티어 유닛                                                 | 2022년 9월 발매  | 11,800엔         | 12,980엔         | 프리미엄 반다이 한정 |
| -   | 기동전사 건담 G 프레임 FA 프로비던스 건담                                             | 프로비던스 건담                                             | 2022년 11월 발매 | 4,700엔          | 5,170엔          | 프리미엄 반다이 한정 |
| -   | 기동전사 건담 G 프레임 FA 샤이닝 건담 (슈퍼 모드)&옵션 파츠 세트                      | 샤이닝 건담 (슈퍼 모드)&옵션 파츠 세트                      | 2023년 3월 발매  | 3,900엔          | 4,290엔          | 프리미엄 반다이 한정 |
| -   | 기동전사 건담 G 프레임 FA Ex-S 건담/S 건담 (블루 스플리터 사양)                       | Ex-S 건담/S 건담 (블루 스플리터 사양)                       | 2023년 4월 발매  | 5,900엔          | 6,490엔          | 프리미엄 반다이 한정 |
| -   | 기동전사 건담 G 프레임 FA 갓 건담 (명경지수 Ver.)&옵션 파츠 세트                      | 갓 건담 (명경지수 Ver.)&옵션 파츠 세트                      | 2023년 7월 발매  | 5,450엔          | 5,995엔          | 프리미엄 반다이 한정 |
| -   | 기동전사 건담 G 프레임 FA 건담 에어리얼 (퍼멧 스코어 식스)                            | 건담 에어리얼 (퍼멧 스코어 식스)                            | 2023년 8월 발매  | 4,500엔          | 4,950엔          | 프리미엄 반다이 한정 |
| -   | 기동전사 건담 G 프레임 FA 솔로몬의 악몽 세트                                          | 솔로몬의 악몽 세트                                          | 2023년 9월 발매  | 7,250엔          | 7,975엔          | 프리미엄 반다이 한정 |
| -   | 기동전사 건담 G 프레임 FA RX-93ff 뉴 건담&MSN-04FF 사자비 세트                        | RX-93ff 뉴 건담&MSN-04FF 사자비 세트                        | 2023년 11월 발매 | 7,250엔          | 7,975엔          | 프리미엄 반다이 한정 |
| -   | 기동전사 건담 G 프레임 FA 건담 에어리얼 (개수형)&건담 캘리번용 옵션 파츠 세트         | 건담 에어리얼 (개수형)&건담 캘리번용 옵션 파츠 세트         | 2023년 11월 발매 | 5,450엔          | 5,995엔          | 프리미엄 반다이 한정 |
| -   | 기동전사 건담 G 프레임 FA 프리덤 건담 (리얼 타입 컬러)&저스티스 건담 (리얼 타입 컬러) | 프리덤 건담 (리얼 타입 컬러)&저스티스 건담 (리얼 타입 컬러) | 2023년 12월 발매 | 7,250엔          | 7,975엔          | 프리미엄 반다이 한정 |
| -   | 기동전사 건담 G 프레임 FA Z 건담 (바이오센서 기동 Ver.)                               | Z 건담 (바이오센서 기동 Ver.)                               | 2023년 12월 발매 | 4,500엔          | 4,950엔          | 프리미엄 반다이 한정 |
| -   | 기동전사 건담 G 프레임 FA 고기동형 캠퍼                                               | 고기동형 캠퍼                                               | 2024년 1월 발매  | 5,200엔          | 5,720엔          | 프리미엄 반다이 한정 |
| -   | 기동전사 건담 G 프레임 FA 시스쿠드 (에우고 컬러)                                      | 시스쿠드 (에우고 컬러)                                      | 2024년 3월 발매  | 4,500엔          | 4,950엔          | 프리미엄 반다이 한정 |
| -   | 기동전사 건담 G 프레임 FA 시스쿠드 (티탄즈 컬러)                                      | 시스쿠드 (티탄즈 컬러)                                      | 2024년 3월 발매  | 4,500엔          | 4,950엔          | 프리미엄 반다이 한정 |
| -   | 기동전사 건담 G 프레임 FA G 디펜서&샤클즈 세트                                        | G 디펜서&샤클즈 세트                                        | 2024년 6월 발매  | 4,500엔          | 4,950엔          | 프리미엄 반다이 한정 |
| -   | 기동전사 건담 G 프레임 FA 기동전사 건담 SEED 악의 3병기 세트                          | 기동전사 건담 SEED 악의 3병기 세트                          | 2024년 7월 발매  | 13,600엔         | 14,960엔         | 프리미엄 반다이 한정 |
| -   | 기동전사 건담 G 프레임 FA 마스터 건담 (명경지수 Ver.)&옵션 파츠 세트                  | 마스터 건담 (명경지수 Ver.)&옵션 파츠 세트                  | 2024년 9월 발매  | 6,300엔          | 6,930엔          | 프리미엄 반다이 한정 |
| -   | 기동전사 건담 G 프레임 FA 풍운재기                                                    | 풍운재기                                                    | 2024년 9월 발매  | 3,600엔          | 3,960엔          | 프리미엄 반다이 한정 |
| -   | 기동전사 건담 G 프레임 FA 미티어 유닛 (SEED FREEDOM Ver.)                             | 미티어 유닛 (SEED FREEDOM Ver.)                             | 2024년 10월 발매 | 12,700엔         | 13,970엔         | 프리미엄 반다이 한정 |
| -   | 기동전사 건담 G 프레임 FA 듀얼 블리츠 건담&라이트닝 버스터 건담                       | 듀얼 블리츠 건담&라이트닝 버스터 건담                       | 2024년 10월 발매 | 7,250엔          | 7,975엔          | 프리미엄 반다이 한정 |
| -   | 기동전사 건담 G 프레임 FA 쿠론 건담                                                   | 쿠론 건담                                                   | 2024년 12월 발매 | 5,450엔          | 5,995엔          | 프리미엄 반다이 한정 |

## 같이 보기
- 식완
- 모빌리티 조인트 건담